# Hêtre Gutenberg
Le hêtre Gutenberg, ou simplement le Gutenberg, est un ancien arbre remarquable situé dans la forêt de Fontainebleau, en France.

## Situation et accès
L'arbre était situé à droite de l'ascension de la route de la Butte-aux-Aires, au mont Ussy, au centre-nord de la forêt de Fontainebleau et du territoire communal de Fontainebleau. Plus largement, il se trouvait dans le département de Seine-et-Marne, en région Île-de-France.

## Histoire
Il est décrit comme un « hêtre remarquable » dans le guide Joanne de 1878. En août 1916, des ramasseurs de bois coupent certaines des branches devenues sèches depuis longtemps. Ils coupent la partie supérieure de l'une des branches de la fourche et emportent la bille de bois qui en provenait, une partie qui avait au moins un mètre cinquante de circonférence. L'autre branche est aussi attaquée à l'aide d'une scie et d'une cognée sans que la découpe ait été achevée. Le Gutenberg est de nouveau écimé en avril 1917. Il disparaît au cours du XXe siècle.

## Structure

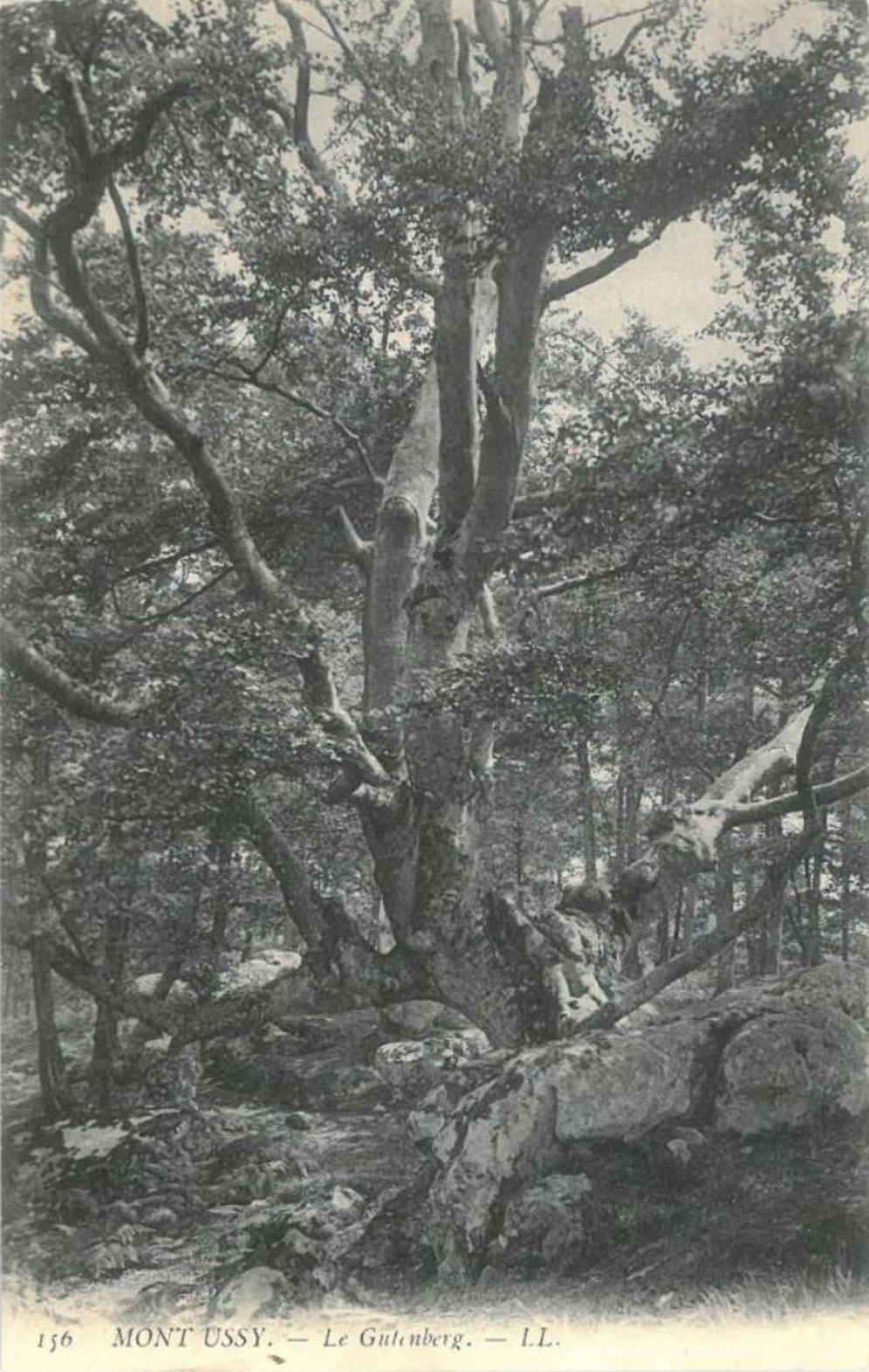
Le Gutenberg, photographié au tournant du XXe siècle sur une carte postale.

C'est un arbre qui est décrit comme « rabougri » en 1889 ; comme « dépérissant » en 1916. Son tronc bifurqué se contourne au-dessus des rochers du Mont-Ussy.

## Représentations culturelles
Le Gutenberg est représenté dans les peintures de Deseure et Jacques Alfred Brielman, chacun l'ayant pris d'un côté différent au milieu des rochers. Ces œuvres sont exposés à l'exposition annuelle de la Société des amis des arts, entre le 1er août et le 25 octobre 1889, dans la salle de la Belle-Cheminée,.